# Schietpartij in Espoo
De schietpartij in Espoo was een schietincident op 31 december 2009 in winkelcentrum Sello in Espoo, nabij de Finse hoofdstad Helsinki. Een 43-jarige man, Ibrahim Shkupolli, begon in het rond te schieten met een automatisch 9mm-pistool. Hierbij vielen vier doden: drie mannen en een vrouw. Alle slachtoffers werkten bij supermarktketen Prisma. De dader had voor de schietpartij in het winkelcentrum zijn ex-vriendin doodgestoken.

## Dader
De dader was de 43-jarige Ibrahim Shkupolli uit Kosovo. Hij had een crimineel verleden en werd door de politie beschouwd als gevaarlijk. Shkupolli was al eens veroordeeld voor het bezit van vuurwapens. Hij was na het incident korte tijd voortvluchtig en werd dood teruggevonden in zijn appartement. Hij had zelfmoord gepleegd.
Ibrahim Shkupolli was sinds 1998 woonachtig in Kirstinmäki, Finland.